# Kirill Pirogov
Kirill Pirogov (Teheran, 4 settembre 1973) è un attore e compositore russo.

## Biografia
Ha studiato dapprima presso lo studio teatrale di Sergej Kazarnovskij,  poi presso l'Istituto teatrale "Boris Ščukin". Nel 1995 ha debuttato al cinema nel film Orël i reška.

## Filmografia parziale

### Attore
- Orël i reška (1995)
- Il fratello grande (2000)
- Bratstvo (2019)
- L'ombra delle spie (2020)
- Portret neznakomca (2022)[2]

## Premi
- Premio Nika per il miglior film d'esordio (1995)
- Artista onorato della Federazione Russa (2005)